# Metz
Metz este un oraș în nord-estul Franței, prefectura departamentului Moselle din regiunea Grand Est. Orașul este situat la confluența râurilor Mosel și Seille. Este locul în care s-a născut poetul simbolist Paul Verlaine, unul dintre cei mai populari scriitori ai literaturii franceze.
Metz este centrul unei Comunități Urbane care numără 322.000 de locuitori și are în componență 37 de comune.

## Toponimie, etimologie
Numele roman sub care este atestată așezarea este Divodurum Mediomatricorum, provenit prin sufixarea latină a unui toponim celtic, compus apoi din „divo” (divin, sacru) și „duro” (forum, piață) și „mediomatric”, trib local. Unii istorici stabilesc sensul de „divodorum” ca fiind acela de „colina magică”, denumire asociată cu Saint-Croix, dealul care constituie vatra așezării.
Metz este atestat în secolul III e.n. ca Metensis, apoi Civitas Mediomatricorum Mettis, apoi, în secolul VI, doar Mettis.
Evoluția medievală a toponimului este Metze (sec. XIII-XIV), Mets, Mes, Mees (sec. XVI).
Elementul „metz” este dealtfel răspândit în toponimia franceză (Jametz, Limetz, Gometz etc.)
Locuitorii orașului se numesc messins în franceză, mesini în traducere.

## Poziție geografică

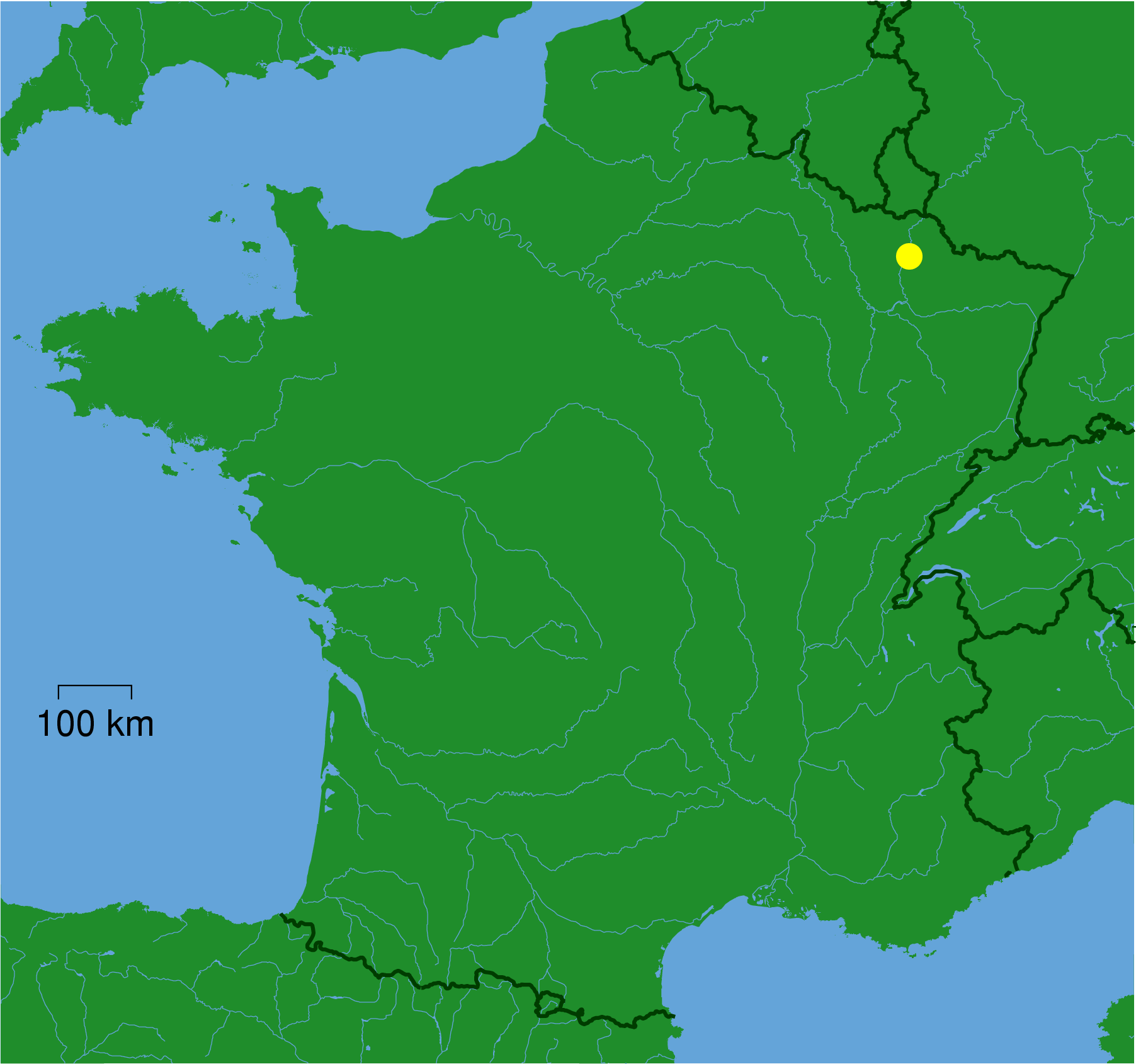
Poziție geografică

Metz se află la intersecția unor importante axe europene, pe axa nord-sud – Bruxelles-Luxemburg-Nancy-Dijon, pe linia care leagă Marea Nordului de Marea Mediterană, iar pe axa est-vest – Paris-Reims-Strasbourg-Sarrebruck-Frankfurt pe Main.
Cele mai apropiate orașe importante sunt Luxemburg, la 55 km nord, Nancy, la 53 de km sud, Sarrebruck la 60 km est. Metz se află la 320 de km de Paris.
Metz se situează la poalele masivului Saint-Quentin, pe platoul loren, la confluența fluviilor Seille și Moselle.
Aeroportul care deservește orașul este Aeroportul regional Metz-Nancy-Lorraine, la cca 20 de kilometri. De acesta, ca și de gara TGV (Train Grande Vitesse- tren de mare viteză), orașul este legat de căi rutiere cu regim de autostradă.
Calea ferată care descrie un cerc în jurul orașului Metz îl leagă pe acesta de Bruxelles, Lyon și Bale.

## Istorie
Metz este cetatea celților lui Médiomatriques, de la care și-a primit numele. După cucerirea romană, Metz devine unul dintre principalele orașe ale Galiei. În anul 451, orașul este jefuit de hunii lui Attila.
La începutul Evului Mediu, Metz a fost capitala regatului Austrasia.
La Metz se naște dinastia Carolingiană, întemeiată de Pepin cel Scurt în 751, descendent a două familii aristocrate austrasiene, Arnoul, familia unor episcopi de Metz, și Pepin de Landen. Deși sub Carolingieni Metz nu este capitală, Carol cel Mare a fost în mod constant prezent în regiune, pe care a protejat-o și favorizat-o.
Metz se numără printre primele orașe din Franța care au cunoscut și dezvoltat industria tipografică. Primele imprimerii sunt atestate în 1482, Jean Colini și Gerard de Villeneuve. 
Poziția geografică a orașului a favorizat adoptarea Reformei protestante din secolul XVI. Metz a fost un important fief reformat până la revocarea Edictului de la Nantes.
Metz a funcționat ca republică până la alipirea sa la regatul Franței.
Metz este anexat de Franța în 1552, când regele Henric al II-lea a asediat și cucerit trei abații la est de Reims, Metz, Toul și Verdun. Pe 18 aprilie 1552, Henric își face intrarea triumfală în Metz, promițând locuitorilor o oarecare autonomie și conservare a privilegiilor. Carol Quintul al Spaniei asediază Metz în același an, însă cetatea, apărată de trupele ducelui François de Guise rezistă, astfel că asediul este ridicat în ianuarie 1553. Orașul este întărit prin constituirea unei garnizoane franceze permanente și prin construcția citadelei în 1561.
Metz are un regim politic original, hibrid, în secolul XVI, existând o tutelă imperială romano-germană, în teorie, și o administrație regală franceză, în practică.
Anexarea de facto de către Franța a fost ratificată de jurae după Pacea de la Westfalia, la încheierea Războiului de treizeci de ani.
Metz devine o fortăreață de frontieră a regatului, ceea ce îi imprimă un accentuat proces de dezvoltare.
Metz a fost destinația planificată în fuga cuplului regal la Revoluția franceză.
Asediat de către armata germană în anul 1870, în timpul războiului franco-prusac, Metz este anexat la Imperiul German între 1871 și 1919. Cu toate că numeroși locuitori atașați Franței au părăsit orașul, acesta continuă să se mărească și cunoaște transformări importante.
Ocupat și anexat din nou în timpul celui de-al Doilea Război Mondial, Metz este eliberat în noiembrie 1944. După război, rolul militar al orașului a descrescut, activitățile diversificându-se.
Paul Verlaine s-a născut la Metz, la 30 martie 1844.
Un alt nume mare al culturii franceze legat de oraș este cel al lui Rabelais, care între anii 1545 și 1547 a locuit la Metz, trimis de regele Henric al II-lea pentru a pregăti anexarea din 1552.
Maison de Rabelais (limba franceză, Casa lui Rabelais) este o locație turistică, chiar dacă edificiul nu mai există, fiind înlocuit de un scuar unde vara se organizează diferite manifestări artistice. În vremea când a fost construită, casa a fost o clădire remarcabilă. 

## Populația. Evoluția demografică
Comunitate pluriconfesională din vechime, orașul cunoaște câteva accelerări ale dinamicii demografice cauzate de evenimente politice si religioase.
Astfel, din secolele IX- XII, la Metz se dezvoltă o importantă comunitate evreiască. Supuși persecuției, evreii părăsesc mai apoi regiunea, fiind acceptați din nou începând cu anul 1565. Comunitatea a ajuns să atingă 2400 de persoane în 1842.
Protestanții mesini, al căror număr a crescut abrupt încă din anii 1520, au devenit majoritari, însă, după revocarea Edictului de la Nantes, au emigrat în Țările de jos și Germania, cu precădere motivați de ostilitățile deschise de Ludovic al XIV-lea. Plecarea reformaților a prejudiciat masiv economia locală, conducând în schimb la o creștere spectaculoasă a populației Berlinului. În secolul XVIII, populația regiunii scade din cauza continuării emigrației protestante spre Germania, dar și spre coloniile franceze din America.
Populația a început ulterior să crească. La recensământul din 2011, Metz număra 119.962 de locuitori în aria urbană strictă , aria metropolitană lărgită având 389.851 de locuitori, Metz fiind cea mai populată localitate din Lorena.
Cele mai multe localități vecine fac parte din Aglomerarea Metz-Metropole, excepție făcând comunele Coincy și Peltre.
| 1793   | 1800   | 1806   | 1821   | 1831 | 1836   | 1841   | 1846 | 1851 |
| ------ | ------ | ------ | ------ | ---- | ------ | ------ | ---- | ---- |
| 36 878 | 32 099 | 39 131 | 42 030 | abs. | 42 793 | 39 767 | abs. | abs. |

| 1856 | 1861   | 1866   | 1872   | 1876   | 1881   | 1886   | 1891   | 1896   |
| ---- | ------ | ------ | ------ | ------ | ------ | ------ | ------ | ------ |
| abs. | 56 888 | 54 817 | 51 332 | 45 856 | 53 131 | 54 072 | 60 186 | 59 794 |

| 1901   | 1906   | 1911   | 1921   | 1926   | 1931   | 1936   | 1946   | 1954   |
| ------ | ------ | ------ | ------ | ------ | ------ | ------ | ------ | ------ |
| 58 462 | 60 419 | 54 965 | 62 311 | 69 624 | 78 767 | 83 119 | 70 105 | 85 701 |

| 1962                                                          | 1968    | 1975    | 1982    | 1990    | 1999    | 2006    | - | - |
| ------------------------------------------------------------- | ------- | ------- | ------- | ------- | ------- | ------- | - | - |
| 102 771                                                       | 107 537 | 111 869 | 114 232 | 119 594 | 123 776 | 124 435 | - | - |
| Număr reținut începănd cu 1962: Populaţia fără numărări duble |         |         |         |         |         |         |   |   |

## Arhitectura și urbanistica

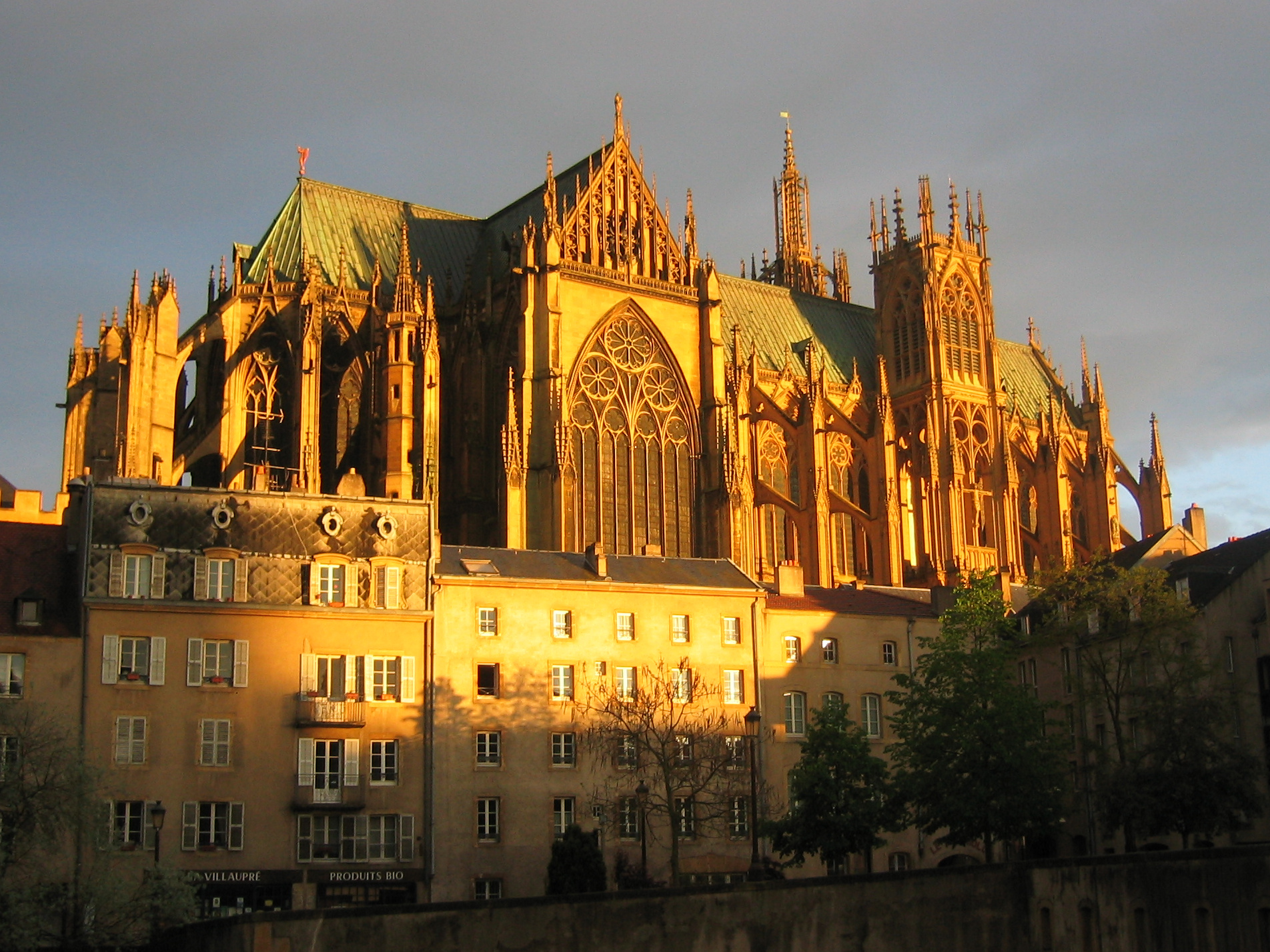
Catedrala Saint-Étienne

Metz are o arhitectură urbană spectaculoasă, aparținând mai multor stiluri și perioade.
Astfel, există edificii în stil renascentist, baroc, romano-germanic, Louis XV, Louis XVI etc.
Catedrala Sfântul Ștefan (Saint-Étienne), situată în centrul orașului, a fost construită în secolele XIII- XVI în stil gotic. Dispune de 6500 metri pătrați de vitralii, unele realizate de Marc Chagall.
Alte monumente de patrimoniu construite în timpul Sfântului Imperiu Roman sunt bisericile Saint-Maximin și Saint-Pierre-aux-Nonnains, capela Templierilor (stil romanic), hotelul Saint-Livier (gotic de influență italiană), Abația Saint-Vincent, silozul Chèvremont, Porte des Allemands (gotic), Maison des Têtes (renascentist).
Edificii neogotice și neoromane, neobaroce și Jugendstil (Art nouveau) coexistă armonic:
Biserica Sfânta Segolene, Templul garnizoanei, Gara din Metz, Școala practică superioară, Arsenalul etc.

## Cartiere
Orașul Metz este împărțit in 14 cartiere repartizate în patru cantoane, care formează arondismentul Metz-Ville.
- Cantonul 1 – cartierele Les Iles, Devant-les-Ponts, Patrotte Metz-Nord.
- Cantonul 2 – cartierele Ancienne Ville, Bellecroix, Plantières Queuleu.
- Cantonul 3 – cartierele Magny, Metz-Centre, Nouvelle Ville, Le Sablon.
- Cantonul 4 – Borny, La Grange-aux-Bois, Grigy Technopole, Vallières-Les-Bordes.

## Economia
Aria metropolitană Metz are o intensă activitate, furnizând cca 73.000 de locuri de muncă. Principalele ramuri de activitate industrială sunt metalurgia (în mod tradițional, producția de oțel), petrochimia, industria auto. Aici funcționează întreprinderi ale Arcellor Mittal, PSA Peugeot Citroën, TDF.
Alte întreprinderi, locale: 
Compagnie de l’Or et des Métaux Précieux de Metz, UEM Usine d’électricite de Metz, la Compagnie des armatures, Compagnie Générale Travaux Hydrauliques.
Metz este un important producător agricol, furnizând 4 milioane de tone de cereale anual, cantități importante de vin și brânzeturi (Compagnie des Fromages et Riches Monts).
Istoric oraș de frontieră, Metz a dezvoltat un sector comercial major, aici activând peste 2000 de retaileri. În egală măsură, logistica este dezvoltată și există un număr însemnat de birouri comerciale, avocațiale, notariale, societăți de asigurări, firme de export-import.

## Educație. Cultură. Turism. Gastronomie

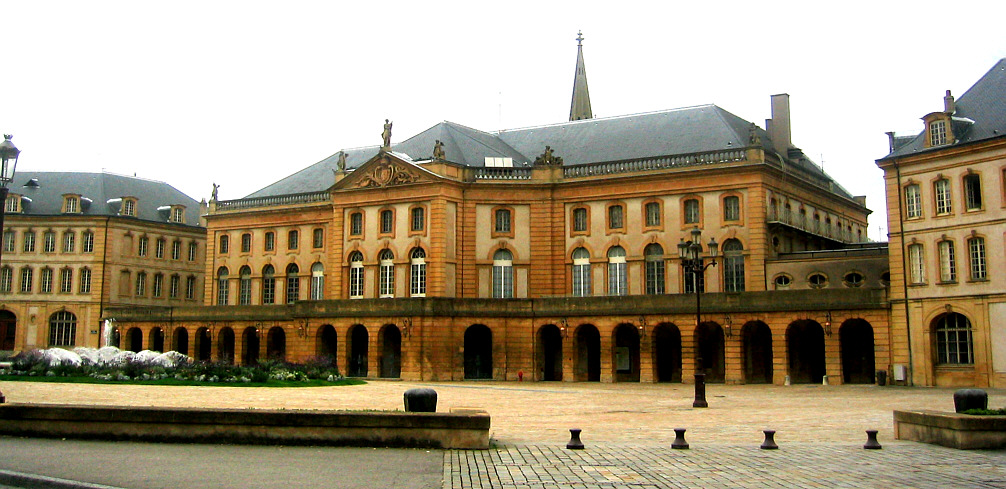
Teatrul din Metz

La Metz funcționează Université de Lorraine, Opéra - Théâtre de Metz, care ocupă o clădire de patrimoniu construită cu această destinație între 1732 și 1752, concepută de arhitectul Jacques Oger, cu o capacitate de 750 de locuri și Centrul cultural Pompidou.
Orașul dispune de o largă ofertă de muzee și săli de expoziție.
Les musées de la Cour d’Or sunt deschise din anul 1839.
Există o secție de arheologie, dominată de spirit și interes local și regional, o secțiune de belearte și o secțiune militară.
La Metz se găsește o sumă de hoteluri elegante, cel mai reputat fiind Hôtel du Théâtre, construit în secolul XVII, afiliat la Hotels et Châteaux de France.
La Metz sunt deschise câteva restaurante grande cuisine, cele mai reputate fiind Restaurant du Pont Saint Marcel și Thièrry.
Bucătăria tradițională lorenă numără specialități ca purcelul de lapte (cochon de lait de Metz), potée lorraine (un fel cu legume și carne), quiche lorraine (o tartă sărată cu șuncă grasă de porc), o tartă cu brânză de origine germană – Käaskuuche, macarons (prăjituri).
Sunt găsite frecvent feluri germane și alsaciene, precum și vinuri alsaciene. Vinurile de Moselle sunt produse încă din secolul III. La Metz se fabrică berea Amos, denumită după vechea braserie mesină Amos.

## Transporturi
Gara Lorraine TGV se află la jumătatea distanței dintre Metz și Nancy. Gara deservește amândouă orașele, care sunt astfel legate la magistrala europeană.

## Sport
Orașul are un stadion cu o capacitate de 26.700 de locuri, Stade Municipal Saint-Symphorien.
Clubul de fotbal local, FC Metz, a fost înființat în anul 1932.
FC Metz activează în prezent în a doua ligă franceză însă are în palmares câteva performanțe remarcabile. În anul 1998 a terminat Campionatul francez pe locul 2, după RC Lens, a câștigat de două ori cupa Franței, în 1984 și 1988, a jucat în Cupele europene unde au reușit să învingă pe FC Barcelona în octombrie 1984. FC Metz a câștigat Cupa Ligii în 1986 și 1996.
La Metz au jucat în istorie câteva nume importante ale fotbalului francez, precum Christian Synaeghel, Yannick Stopyra, Franck Ribéry. Fotbalistul echipei românești Steaua București Lucasz Szukala a avut contract cu FC Metz.
Metz are o puternică echipă de rugby și o școala de rugby.